# Ernst Hilmar
Ernst Karl Hilmar (* 20. September 1938 in Graz; † 23. November 2016 in Villach) war ein österreichischer Musikwissenschaftler und Bibliothekar. Er befasste sich insbesondere mit dem Werk von Franz Schubert, Johann Strauss (Sohn), Hugo Wolf und der Zweiten Wiener Schule.

## Laufbahn
Nach dem Studium der Musikwissenschaft an der Universität Graz und der Musikhochschule Wien (Promotion: Graz 1962) ging Hilmar zunächst nach Freiburg im Breisgau und war danach wissenschaftlicher Mitarbeiter der RISM-Zentrale in Kassel. 1969 wechselte er in die Musiksammlung der Wiener Stadt- und Landesbibliothek, die damals von Fritz Racek (1911–1975) geleitet wurde. 1975 wurde er dessen Nachfolger. 1987 wurde Hilmar mit einer Kompilation seiner früheren Schubert-Publikationen an der Universität Wien habilitiert (Gesammelte Studien zu Leben und Werk von Franz Schubert).
1979 gründete er die Gesellschaft für die Förderung der Schubert-Forschung, aus der 1987 das Wiener Internationale Franz-Schubert-Institut (IFSI) hervorging, in dem er von 1988 bis 2003 das Periodikum Schubert durch die Brille herausgab. Seine Rororo-Schubert-Monographie wurde auch ins Japanische (Tokio 2000) und Chinesische (Peking 2005) übersetzt. Er initiierte auch die Gründung des Wiener Instituts für Strauss-Forschung (WISF). Es entstand eine langjährige Zusammenarbeit mit dem Musikantiquar und -verleger Hans Schneider, der die Publikationen der von Hilmar begründeten Institute herausgab und förderte. Im November 2001 wurde Hilmar wegen statutenwidriger Aktivitäten als Generalsekretär des IFSI abgewählt, das IFSI musste im April 2005 aufgelöst werden.
Nach der Auflösung des Internationales Franz-Schubert-Instituts brachte Hilmar heimlich alle wertvollen Bestände des Instituts nach Berlin, wo er sie an Antiquariate verkaufte.
1994 musste Hilmar aufgrund des Verdachts von Malversationen die Wienbibliothek verlassen, 1997 wurde die Suspendierung wieder aufgehoben, seit 1998 befand er sich im Ruhestand. Er war weiterhin (u. a. vielfach gemeinsam mit Margret Jestremski) wissenschaftlich tätig. 2010 war die Rolle Hilmars als Leiter der Musiksammlung der Wienbibliothek (1975–1994) Gegenstand staatsanwaltlicher Ermittlungen, die Ermittlungen wurden im Dezember 2010 eingestellt.
Hilmar publizierte auch unter dem Pseudonym „Karl E. Harpf-Harpfenstein“.

## Publikationen

### Zu Franz Schubert (Auswahl)
- Verzeichnis der Schubert-Handschriften in der Musiksammlung der Wiener Stadt- und Landesbibliothek / Ernst Hilmar. Kassel 1978. XV, 144, 105 S.
- Franz Schubert. [Ausstellung […] zum 150. Todestag des Komponisten] hrsg. gemeinsam mit Otto Brusatti. Wien 1978. – XXXII, 315 S.
- Franz Schubert in seiner Zeit. Wien/Graz 1985. 143 S.
- Franz Schubert: Drei große Sonaten für das Pianoforte: D 958, D 959 u. D 960 (frühe Fassungen); Faksimile nach den Autographen […]. Begl. Text u. Komm. v. E. Hilmar. Erstveröffentl. Tutzing 1987. 28 S.
- Gesammelte Studien zu Leben und Werk von Franz Schubert. Habilitationsschr. Universität Wien 1987. 478 Bl.
- Franz Schubert: Der Graf von Gleichen: Oper in 2 Akten D (918); Erstveröffentlichung der Handschrift des Komponisten aus dem Besitz der Wiener Stadt- und Landesbibliothek. Text von Eduard von Bauernfeld. Hrsg. u. kommentiert von Ernst Hilmar. Mit einem Beitrag von Erich W. Partsch. Tutzing 1988. 19 S., 72 Bl.
- Schubert (Bildbiographie). Graz ADEVA 1989 u. 1996. 216 S.
- Franz Schubert dargestellt von Ernst Hilmar. Reinbek 1997. 158 S.
- Schubert-Lexikon, hrsg. mit Margret Jestremski. Graz: ADEVA 1997. 534 S.
- Bausteine zu einer neuen Schubert-Bibliographie vornehmlich der Schriften von 1929 bis 2000. Teil I: Alphabetische Ordnung nach Autoren. In: Schubert durch die Brille Nr. 25, (2000), S. 95–303 (Ergänzungen und Indizes in Schubert durch die Brille Nrn. 26, 27, Mitarbeit: Werner Bodendorff).
- Franz Schubert. Dokumente 1801–1830. Erster Band. Addenda und Kommentar. Mitarbeit: Werner Bodendorff (Veröffentlichungen des IFSI, 10/2), Tutzing 2003.
- Schubert-Enzyklopädie (2 Bde.), hrsg. mit Margret Jestremski. Tutzing 2004.

### Zu Hugo Wolf
- Hugo Wolf, Briefe an Frieda Zerny. Wien 1978. 83 S.
- Hugo Wolf Enzyklopädie. 518 Einzelartikel zu Leben und Werk, Umfeld und Rezeption. Tutzing 2007. XXV, 593 S.

### Zur zweiten Wiener Schule
- Arnold Schönberg. Gedenkausstellung, Wien 1974. 386 S.
- Wozzeck von Alban Berg. Entstehung, erste Erfolge, Repressionen (1914–1935). Wien 1975. 106 S.
- Dank an Ernst Krenek: Katalog zur Ausstellung der Wiener Stadt- und Landesbibliothek im Historischen Museum der Stadt Wien, Mai–Juni 1982. Wien 1982. 100 S.
- Anton Webern: 1883–1983; eine Festschrift zum hundertsten Geburtstag. Mit einer Einleitung von Henri Pousseur. Wien 1983. 296 S.
- Begegnung mit Arnold Schönberg: Internationales Musikfestival Duisburg „Arnold Schönberg und neue Musik aus Deutschland, Österreich und der Schweiz“ vom 13. September 1992 bis 30. Juni 1993; Ausstellung im Kultur- und Stadthistorischen Museum Duisburg, 24. Februar bis 28. März 1993. Katalog von Margret Jestremski und Ernst Hilmar. Duisburg 1993. 102 S.

### Sonstige Publikationen als Autor und Herausgeber (Auswahl)
- Die Nestroy-Vertonungen in den Wiener Sammlungen. In: Maske und Kothurn 18 (1972) 1–2, S. 38–98.
- 75 Jahre Universal-Edition (1901–1976). [Katalog zur Ausstellung der Wiener Stadt- und Landesbibliothek im Historischen Museum der Stadt Wien Dezember 1976 / Jänner 1977] [Mitarbeit: Otto Brusatti]. Wien 1976. 102 S.
- Richard Wagner: „Schusterlied“ aus der Oper „Die Meistersinger von Nürnberg“: früheste Reinschrift (WWV deest); Faks. nach dem Autograph. Tutzing 1988. 20 S.
- Musiker-Karikaturen von Mahler bis zur Gegenwart. (Wiener Rathaus März 1988-September 1988) Hrsg. Franz Patzer. Katalogred. E. Hilmar. Wien 1987. 61 S.
- Leoš Janáček: Briefe an die Universal Edition. Tutzing 1988. 385 S.
- Internationales Symposium Musikerautographe: Bericht 5.–8. Juni 1989, Wien. Tutzing 1990. 236 S.
- 40.000 Musikerbriefe auf Knopfdruck: Methoden der Verschlagwortung anhand des UE-Briefwechsels – Untersuchungen – Detailergebnisse. Tutzing 1989. 168 S.